# Шеру, Луиза
Мадам Луиза Шеру (фр. Madame Louise Chéruit; род. 1866—1955) — урождённая Луиза Лемар, одна из выдающихся кутюрье своего поколения и одна из первых женщин, управляющих крупным французским модным домом. Её салон находился на Вандомской площади в Париже под названием Chéruit с 1906 по 1935 год. Шери так же знаменита, благодаря картинам французского художника, Поля Эллё, с которым их связывали романтические отношения, её имя упоминалось в двух знаменитых литературных произведениях: «В поисках утраченного времени» Марселя Пруста и «Мерзкие тела» Ивлина Во. Её имя также часто ассоциируется с фотографиями Эдварда Стейхена, его любимая модель, Марион Морхаус, часто демонстрировала платья марки Chéruit для журнала Vogue в 1920-х гг.

## Юность и карьера
Согласно данным музея Карнавале, мадам Шеру (Луиза Лемар) родилась 9 июня 1866 года. Журнал «Vogue» описывал её как «женщину эпохи Людовика XVI, поскольку ей присущи изящество, экстравагантные вкусы и изысканное очарование тех французских дам, которые жили в дореволюционную эпоху.»
Мать Луизы была швеёй. В конце 1880-х годов Луиза получила профессиональное образование в области пошива одежды в компании Raudnitz & Cie, расположенной в самом центре Парижа. Салон мадам Шеру нравился женщинам, которые хотели носить наряды, отражающие молодость и простоту, сшитые из лучших тканей. Благодаря своему таланту и упорному труду, Шеру и её сестра Мари Хюет, заняли ведущие позиции в фирме. 28 августа 1895 года Луиза вышла замуж за Проспера Шеру, который поддерживал её творческие таланты и внёс свой вклад в развитие её карьеры.
Мадам Шеру помогла начать карьеру модельеру, Полю Пуаре, одному из самых изобретательных дизайнеров начала двадцатого века, купив его коллекцию из двенадцати проектов в 1898 году. К 1900 году на этикетках, пришитых к одежде, созданной в салоне Raudnitz, прибавились слова: Raudnitz & Cie, Huet & Chéruit Srs., 21, Вандомская площадь, Париж — с именами сестёр.

## 1906—1914
В 1906 году модный салон с более чем 100 сотрудниками стал полностью принадлежать Шеру и был переименован в «Chéruit». Салон занимал знаменитый отель «De Fontpertuis» на Вандомской площади, построенный в XVII веке Пьером Буле. Луиза Шеру поручила архитектору расширить помещение для обслуживания своей растущей клиентуры. В 1910 году мадам Шеру была одним из самых знаменитых дизайнеров Парижа, за открытием её последних коллекций пристально следила пресса, её образ рисовали ведущие художники, а её имя упоминал Марсель Пруст в своих воспоминаниях о прошлом.
В 1910 году один репортер писал: Благодаря своему оригинальному, тонкому вкусу мадам Шеру вознесла свой модный салон на первое место не только в Париже, но и во всем мире. Шеру усовершенствовала для своих клиентов-аристократов творческие излишества некоторых своих современников, предлагая мягкие, женственные, богато украшенные платья, которые помогли трансформировать высокую моду в прет-а-порте.
 В 1912 году мадам Шеру подписала контракт на сотрудничество с Люсьеном Фогелем для выпуска модного журнала «La Gazette du Bon Ton». К проекту присоединились шесть других парижских дизайнеров — Жорж Дюйе, Жак Дусе, Жанна Пакен, Поль Пуаре, Редферн и Уорт, Чарльз Уорт. Фогель нанял ведущих художников в стиле ар-деко, чтобы заполнить страницы журнала яркими иллюстрациями дизайнеров наряду с эссе известных писателей. Журнал печатал изображения на тонкой бумаге, используя дорогую технику трафарет, что делало его поистине эксклюзивным изданием для демонстрации последних коллекций кутюрье. Мадам Шеру нравился художественный стиль Пьера Бриссо, он создал большинство иллюстраций к её работам, появлявшихся на страницах журнала.
Эстетика мадам Шеру была традиционно женственной, включающей мягкие ткани, пастельные тона и редкие вышивки, но она была новаторской в линии и крое. В конце 1911 года она представила кринолиновое платье, пышное на бедрах и сужающееся к подолу длиной до лодыжек, что напомнило французскую придворную моду XVIII века. Изящные вечерние платья, возможно, были её сильной стороной, но она также была искусна в элегантной повседневной одежде.

## Наряды от Chéruit 1912—1914 года
- Вечернее платье, 1912 год.
- Вечернее платье , 1912 год.
- Платье для приема гостей, 1913 год.
- Летнее платье, 1913 год.
- Пляжное платье, 1913 год.
- Мать с детьми, 1913 год.
- Платье для садовой вечеринки, 1913 год.
- Автомобильное пальто, 1913 год.
- Летнее платье, 1914 год.
- Дневное платье, 1914 год.
- Пальто, 1914 год.

Когда началась Первая мировая война, большинство парижских модных домов закрылись или сократили производство, но салон Chéruit продолжал работать. Однако в 1914 году, после скандала, связанного с её любовником, австрийским дворянином и военным офицером, которого обвинили в шпионаже, Шеру была вынуждена скрыться, что стало концом её известности во французском обществе. Несмотря на слухи о том, что она была виновна в шпионаже в пользу немцев и угрозе казни, Шеру сохраняла непоколебимое влияние в своей компании. В начале 1915 года салон Chéruit был приобретен его директорами, мадам Вормсер и Боулангер, которые, как заметил журнал Vogue, сохранили салон в его первоначальном виде, привнеся в него много оригинальности.»
Помимо вечерних платьев, дом славился шикарными киношными образами, мехами, нижним бельём, свадебными платьями и аксессуарами, даже детской одеждой из вискозы. Очарованные эффектом перелива на ткани, Шеру и её дизайнеры работали с тафтой, ламе и газом и следили за последними модными тенденциями, например, рисовали вручную кубистические узоры на платьях, пальто и других предметах одежды. Эти поразительные творения привлекли внимание звезд немого кино, таких как Джинн Иглс.
После войны стали модными простые силуэты, характерные для таких дизайнеров, как Жан Пату и Коко Шанель. Роскошный стиль мадам Шеру утратил свою привлекательность, и в 1923 году она вышла на пенсию. Но в течение более чем десяти лет салон продолжал шить красивые наряды, включая стили Флэпперы, которые определяли эпоху джаза. В середине-конце 1920-х годов бренд особенно ассоциировался с фотографом Эдвардом Штайхеном и его образами для Vogue.
По данным музея Карнавале, мадам Шеру умерла в 1955 году.

## Наследие
Наряды от Chéruit можно найти в коллекциях крупнейших музеев, включая Метрополитен-музей искусств в Нью-Йорке. В 2008 году модный салон был восстановлен на своем первоначальном месте Вандомская площадь,21 в Париже.